# Cantonul L'Arbresle
Cantonul L'Arbresle este un canton din arondismentul Lyon, departamentul Rhône, regiunea Rhône-Alpes, Franța.

## Comune
- L'Arbresle (reședință)
- Bessenay
- Bibost
- Bully
- Chevinay
- Dommartin
- Éveux
- Fleurieux-sur-l'Arbresle
- Lentilly
- Nuelles
- Sain-Bel
- Saint-Germain-sur-l'Arbresle
- Saint-Julien-sur-Bibost
- Saint-Pierre-la-Palud
- Sarcey
- Savigny
- Sourcieux-les-Mines
- La Tour-de-Salvagny